# Орлов Євген Юрійович
Євген Юрійович Орлов (рос. Евгений Юрьевич Орлов; 15 серпня 1983, м. Нижній Тагіл, СРСР) — російський хокеїст, нападник. 

## Ігрова кар'єра
Виступав за «Єрмак» (Ангарськ) у Вищій хокейній лізі, «Металург» (Новокузнецьк) у КХЛ, російські «Янтар» (Сіверськ), «Супутник» (Нижній Тагіл), «Амур» (Хабаровськ), а також «Астану» в чемпіонаті Казахстану.
Загалом зіграв 70 матчів у КХЛ (7 шайб, 8 асистів).